# Rosa banksiae
Rosa banksiae, denominada en los países anglosajones como "lady Banks' rose," "tombstone rose o también "Banks' rose", es una especie de planta angiosperma en la familia Rosaceae, planta nativa de la zona occidental y central de China, en las provincias de Gansu, Guizhou, Henan, Hubei, Jiangsu, Sichuan y Yunnan, a altitudes de 500 a 2,200 m s. n. m.

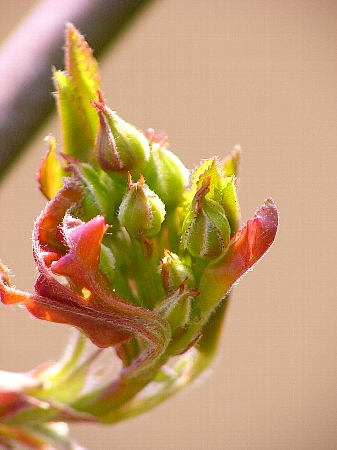
Capullos de Banksiae a inicios de primavera.

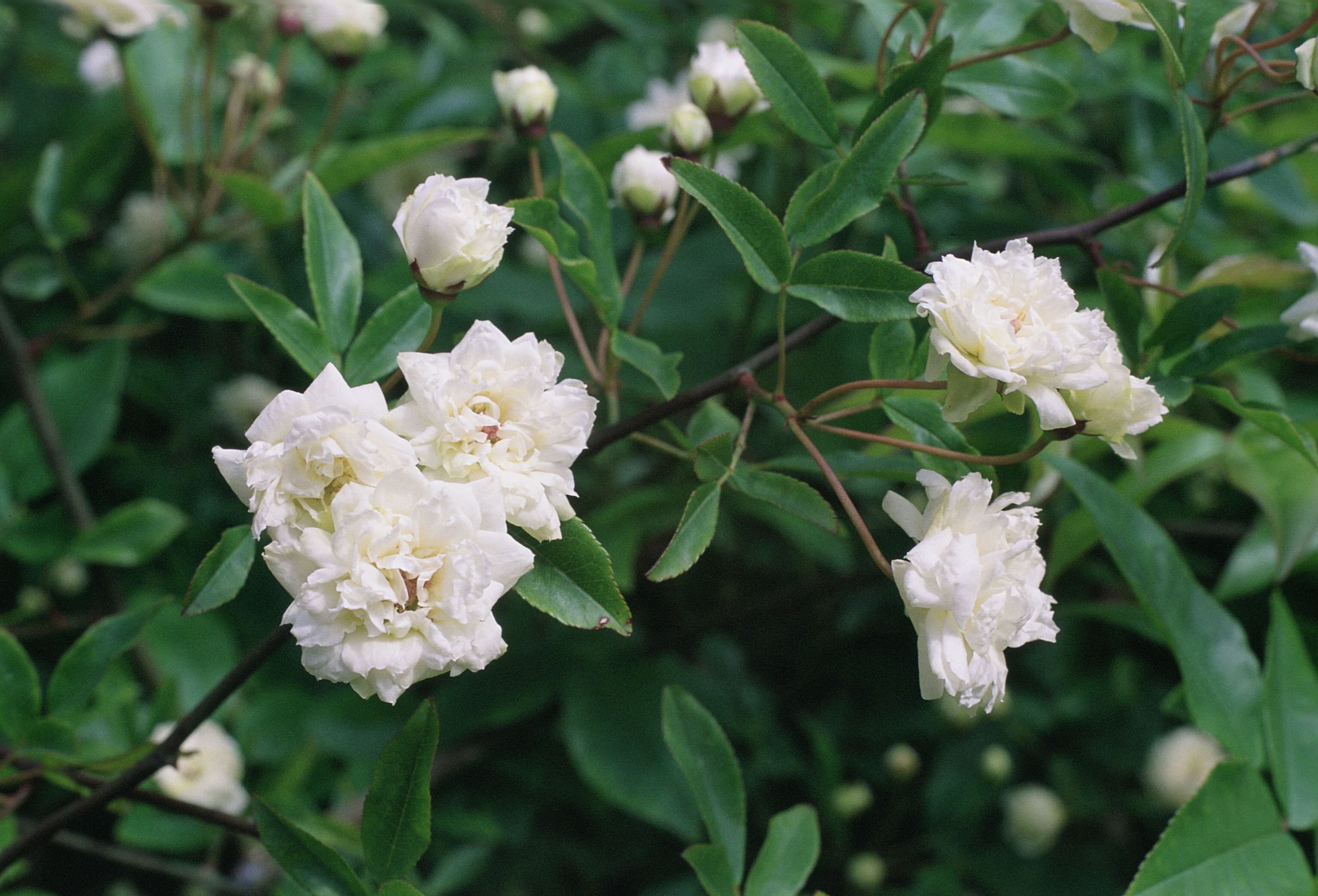
Rosa banksiae var. "banksiae".

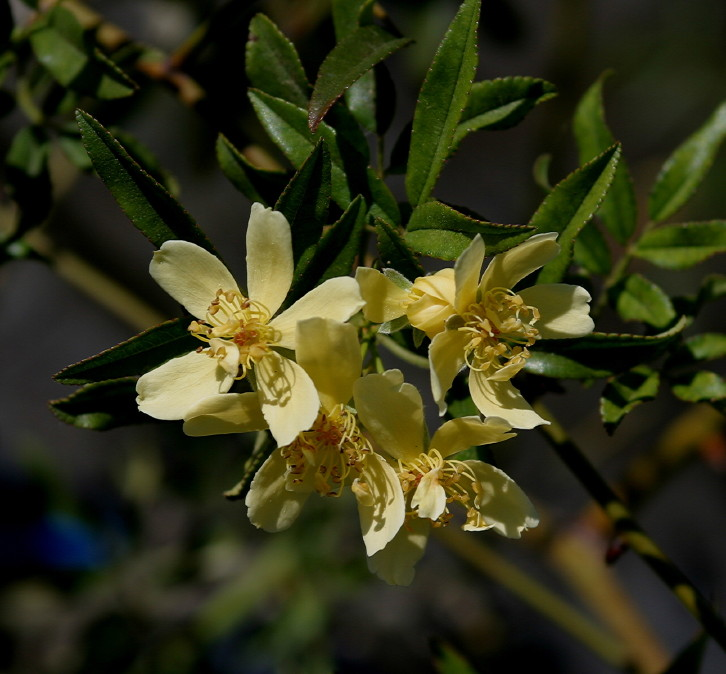
Rosa banksiae var. normalis

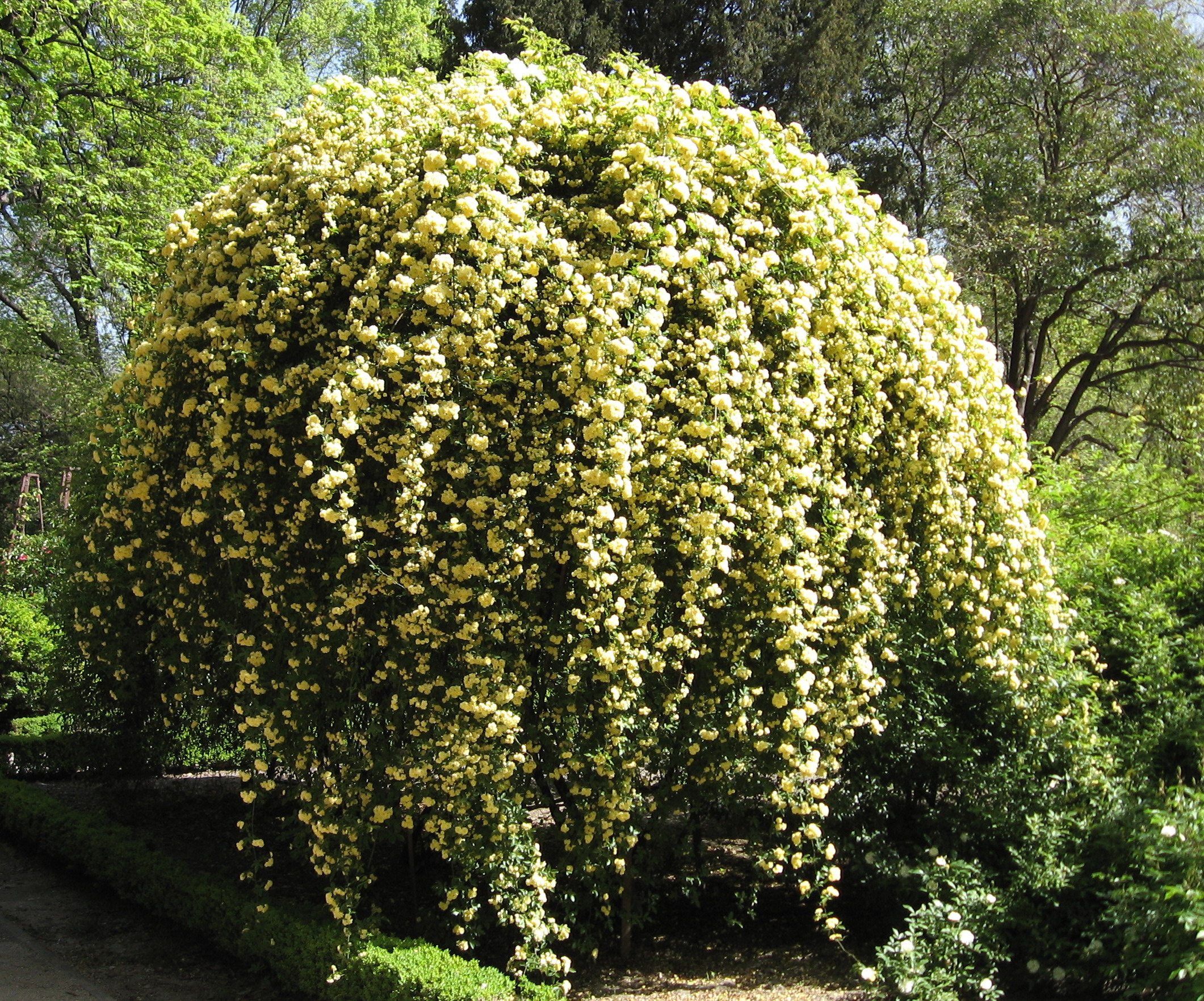
Rosa banksiae var. lutea en la Rosaleda del Real jardín botánico de Madrid.

## Descripción
Se trata de un arbusto semitrepador o apoyante, crece vigorosamente hasta los 6 m de altura. A diferencia de la mayoría de las rosas, es prácticamente sin espinas, aunque puede tener algunas espinas de hasta 5 mm de largo, sobre todo en ramas de brotes fuertes. 
Las hojas son perennes, de 4 a 6 cm de largo, con tres a cinco (raramente siete) foliolos de 2 a 5 cm de largo con un margen serrado. Las flores son pequeñas, de 1.5 a 2.5 cm de diámetro, de color blanco o amarillo pálido. 
Es una de las primeras en florecer de todas las rosas, por lo general aparecen durante mayo en el hemisferio norte, aunque el clima frío puede retrasar la floración. 
Todas las rosas Banksiae tienen un perfume a violetas variando en diferentes grados.

## Variedades
Hay dos variedades:
- Rosa banksiae var. banksiae - flores semi dobles o dobles, con numerosos pétalos sustitución de la mayoría o la totalidad de los estambres; un Cultigen desarrollado en los jardines chinos.
- Rosa banksiae var. normalis - flores simples, con cinco pétalos; la forma natural silvestre de la especie

## Cultivo y usos
R. banksiae probablemente se ha cultivado en los jardines de China durante cientos de años. La especie fue introducida en Europa por William Kerr, quien había sido enviado en una expedición de recolección de plantas por Sir Joseph Banks. Compró en 1807 la primera rosa de "Lady Banks" que pasó a denominarse la blanca Lady Banks (R. banksiae var. banksiae) en los famosos viveros Fa Tee. Un número de otras formas se descubrieron posteriormente que crecen en China, incluyendo R. banksiae var. normalis, y R. banksiae 'Lutea', la rosa amarilla de Lady Banks (llevada a Europa en 1824 por J. D. Parks). Este cultivar ha ganado el Award of Garden Merit de la Royal Horticultural Society's
Según el libro Guinness, rosal más grande del mundo fue plantado en Tombstone (Arizona), en 1885 y todavía prospera hoy en el clima soleado de la ciudad. Este rosal ahora cubre 740 m² en el tejado de una casa rural, y tiene un tronco de 3.65m de circunferencia.
Es usada en los países orientales como remedio para curar la gangrena y la lepra en fases desarrolladas.

## Taxonomía
Rosa banksiae fue descrita por Robert Brown y publicado en Hortus Kewensis; or, a Catalogue of the Plants Cultivated in the Royal Botanic Garden at Kew. London (2nd ed.) 3: 258. 1811.
Etimología
Rosa: nombre genérico que proviene directamente y sin cambios del latín rosa que deriva a su vez del griego antiguo rhódon, con el significado que conocemos: «la rosa» o «la flor del rosal»
banksiae: epíteto nombrado en honor de la señora Banks, la esposa del botánico Sir Joseph Banks (en honor de quién se nombró la península Banks). 
Variedades aceptadas
- Rosa banksiae f. lutea (Lindl.) Rehder
- Rosa banksiae f. lutescens Voss
- Rosa banksiae var. normalis Regel

Sinonimia
- Rosa banksiae f. aculeata Focke ex H.L‚v.
- Rosa banksiae f. albiflora H.L‚v.
- Rosa banksiae var. alboplena Rehder
- Rosa banksiae var. banksiae
- Rosa banksiae var. lutea Lindl.
- Rosa banksiae f. subinermis Focke ex H.L‚v.
- Rosa inermis Roxb.